# Goodge Street (Londons tunnelbana)
Goodge Street är en tunnelbanestation i centrala London som öppnades 1907 med namnet Tottenham Court Road, men namnet ändrades till det nuvarande 1908. Stationen ligger på den västra sidan av Tottenham Court Road, en kort bit norr om korsningen med Goodge Street och trafikeras av Northern line. Perrongen nås med hiss eller en lång trappa, rulltrappor saknas. 

## Bilder

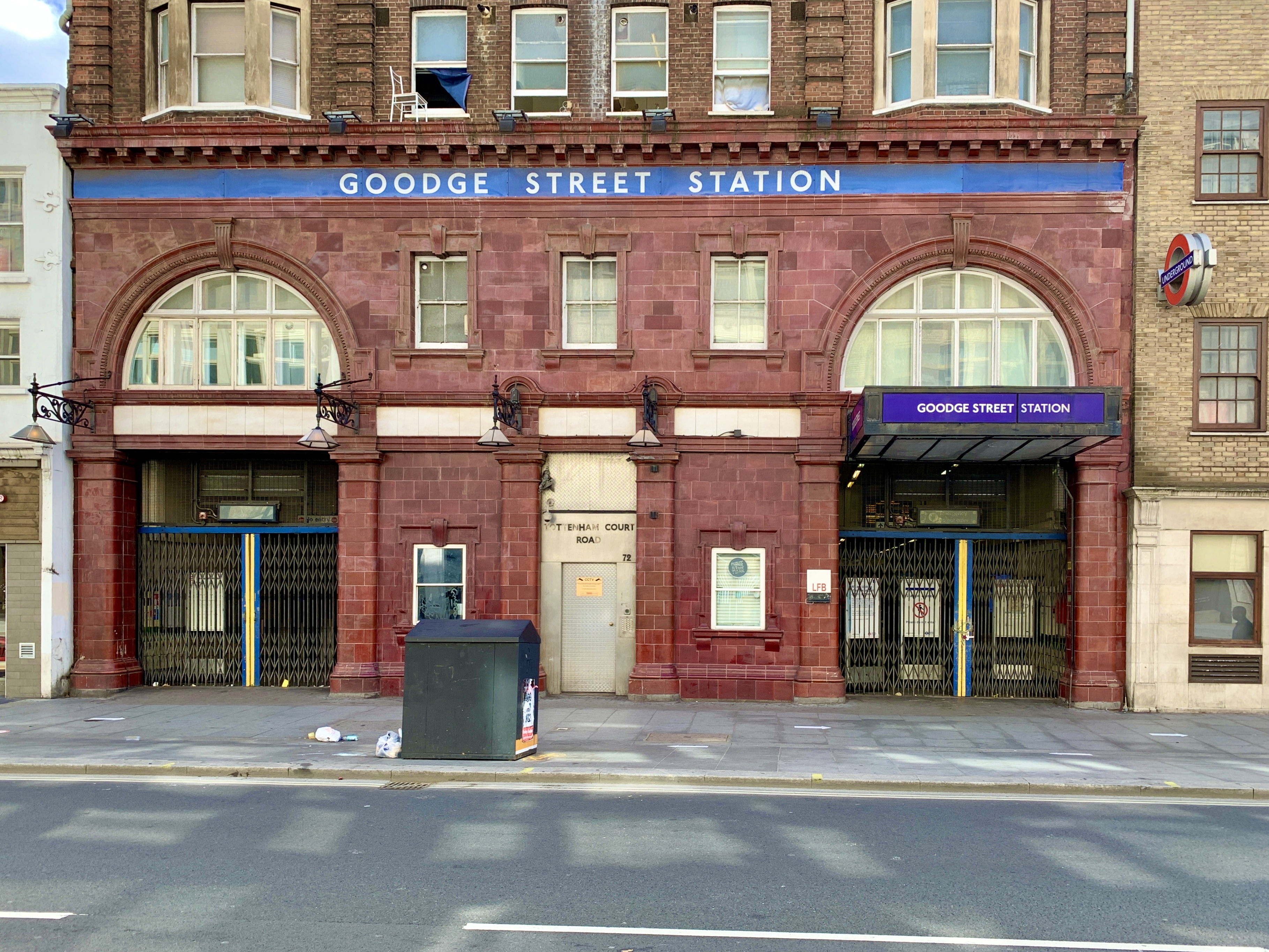
Entrén gjord av Leslie Green.
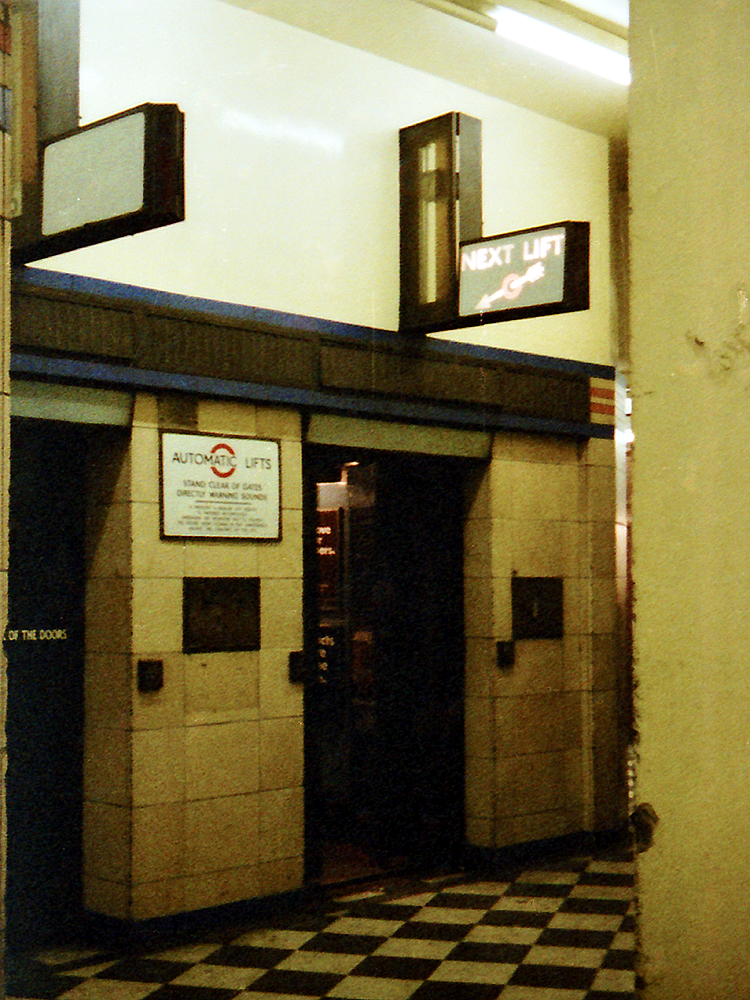
Hiss till perronger
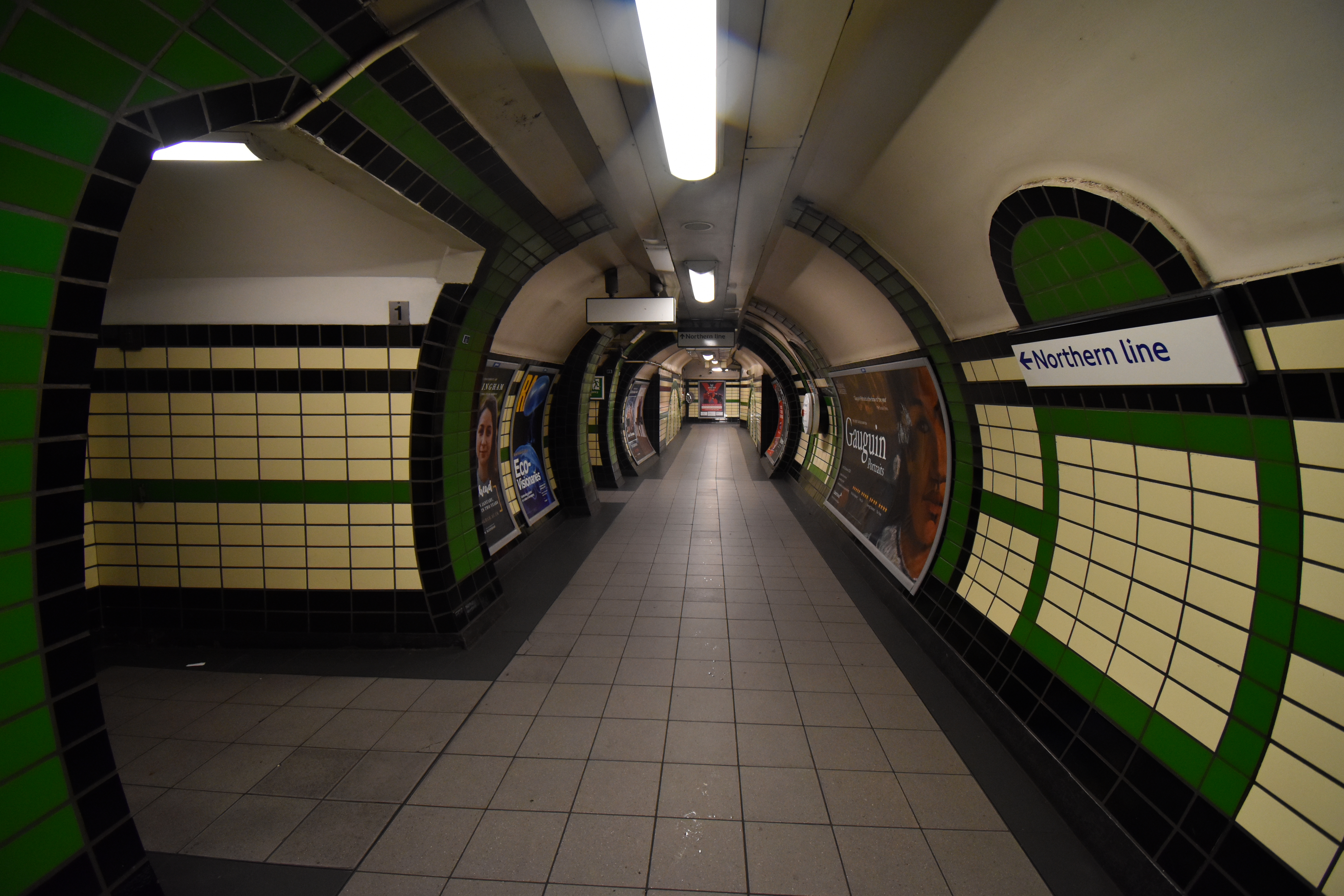
Passage till perronger
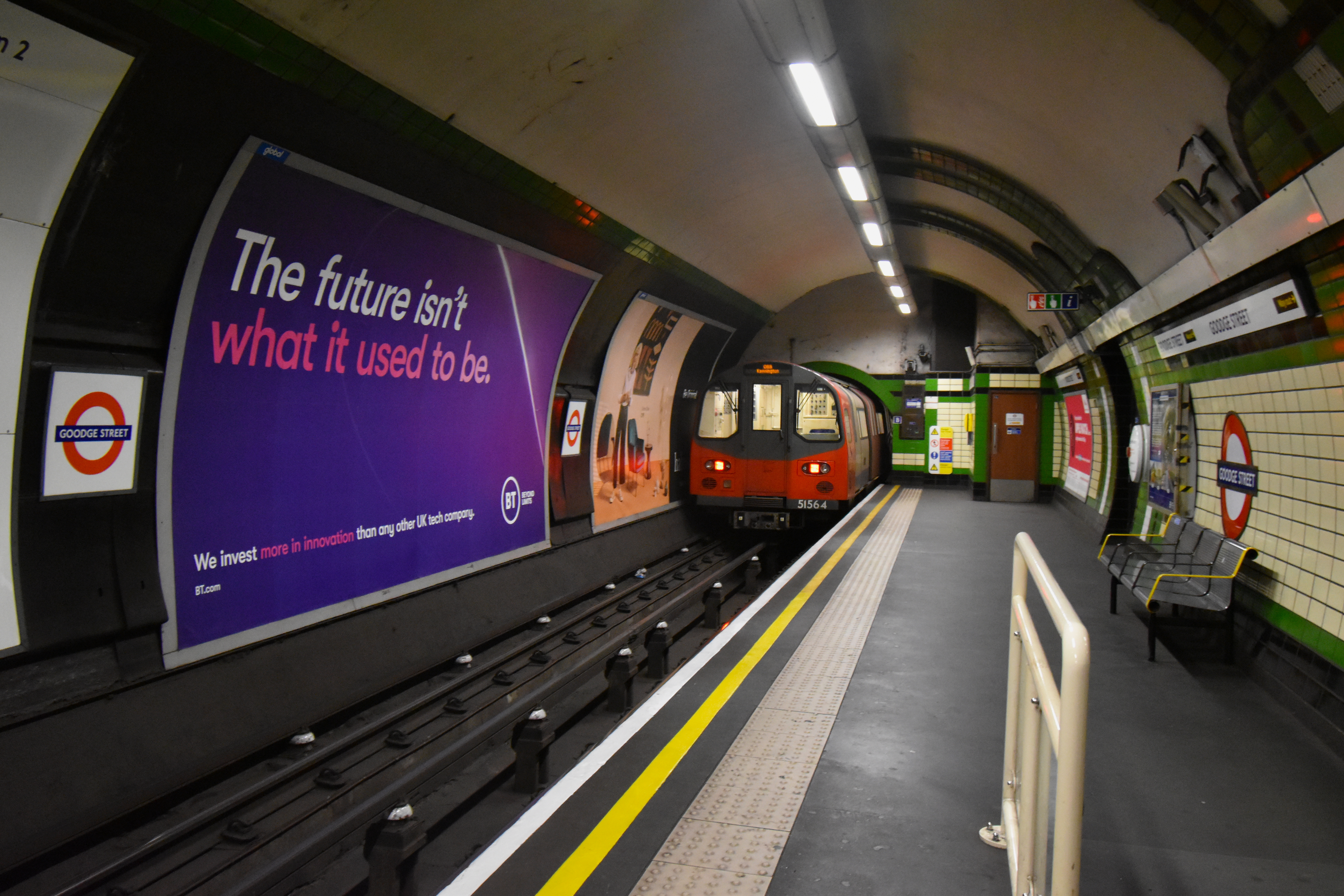
Perrong